# Alexander Schöld
Alexander Hans-Peter Schöld, född 11 januari 1986 i Järfälla kommun, är en svensk artist som även verkar under artistnamnet Alex Shield.
Alexander Schöld deltog i den fjärde säsongen av Fame Factory. 2008 deltog Schöld i Melodifestivalen där han framförde bidraget "Den första svalan". Under 2008 deltog också Schöld i Kanal 5-serien Hitmakers. Alexander Schöld spelar numera[när?] ishockey i Bajen Fans Hockey.

## Singlar
- 2005: "Drömmen"
- 2005: "De é sommar" / "Vi är en"
- 2006: "Som en vind i mitt hår" (men bara för utlottning på hans webbplats)
- 2008: "Jag hatar dig"
- 2008: "Den första svalan"